# 水運史から世界の水へ
『水運史から世界の水へ 』（すいうんしからせかいのみずへ）は、天皇・徳仁の皇太子時代までの講演の記録をまとめた本。天皇即位直前の2019年4月に刊行された。
1987年（昭和62年）から2018年（平成30年）の世界水フォーラムの講演まで全9篇を収載し、中世・瀬戸内海やイギリス・テムズ川などの水上交通史および水をめぐる問題（資源・災害）を扱った研究書である。

## 内容構成
徳仁の大学院時代の研究に基づく水上交通の論考が主な内容となっている。第1章は、地球全体における水の役割と気候変動を扱った、水災害などの論文である。第2章は京都と琵琶湖、さらに地方の荘園を結んだ「水の道」について述べる。第3章は中世の瀬戸内海上交通における兵庫・北関入船の研究。その他オックスフォード大学留学時代のテムズ川水上交通研究や江戸時代の利根川の河川研究が収められている。
- はじめに
- 第1章 平和と繁栄、そして幸福のための水[1]
- 第2章 京都と地方を結ぶ水の道 ―古代・中世の琵琶湖・淀川水運を中心として[2]
- 第3章 中世における瀬戸内海水運について ―兵庫の港を中心に[3]
- 第4章 オックスフォードにおける私の研究[4]
- 第5章 17世紀から18世紀におけるテムズ川の水上交通について[5]
- 第6章 江戸と水運[6]
- 第7章 水災害とその歴史 ―日本における地震による津波災害をふりかえって
- 第8章 世界の水問題の現状と課題 ―UNSGABでの活動を終えて
- 参考収録 Quest for Better Relations between People and Water